# Punci

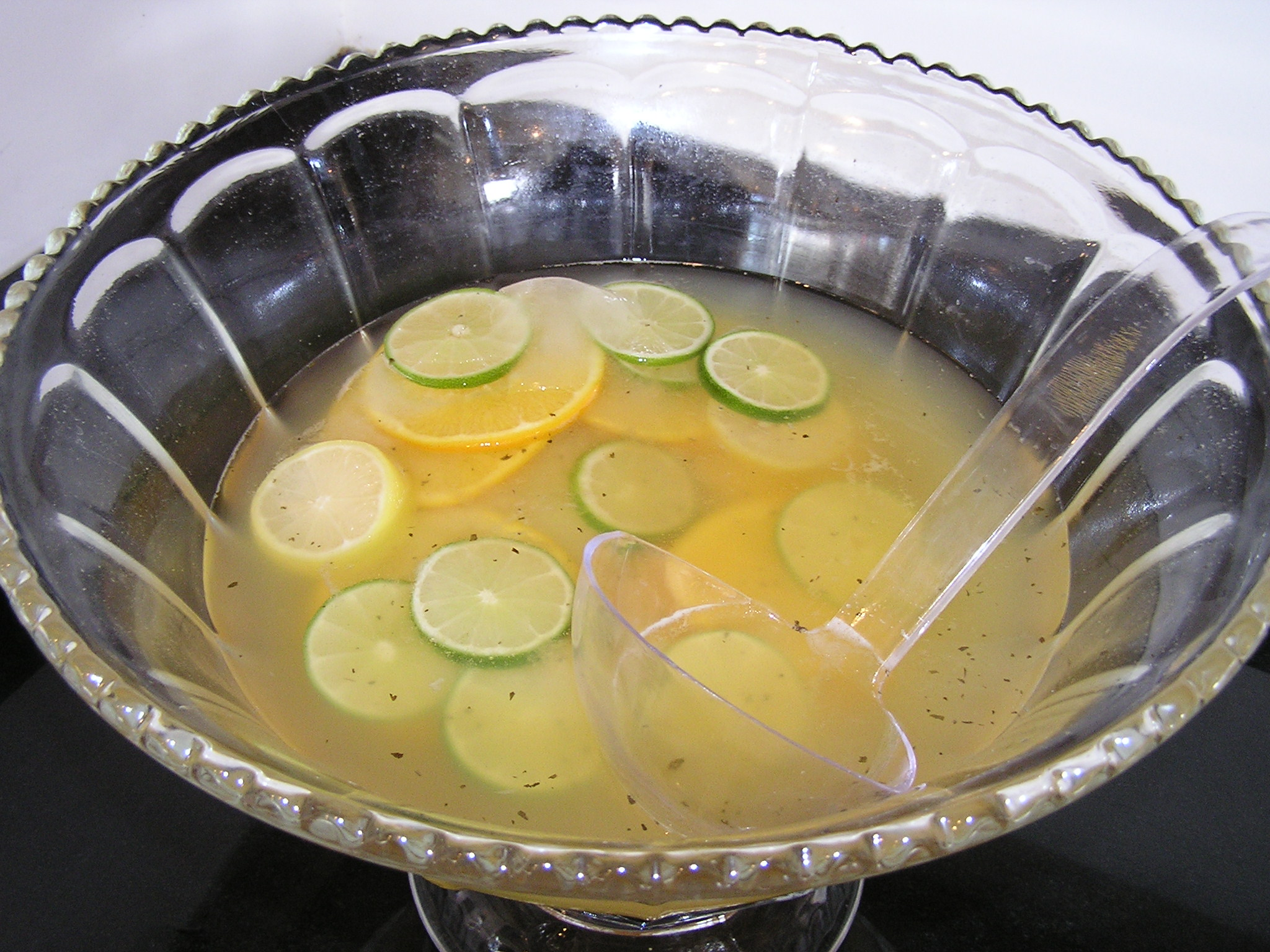
Bol cu punci pe bază de burbon

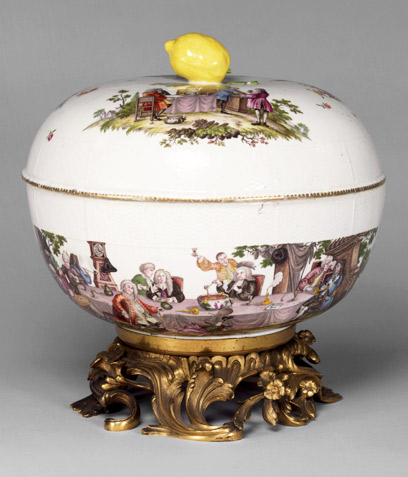
Bol de punci realizat la fabrica din Meissen, Germania, 1770, Victoria and Albert Museum

Punciul este o gamă largă de băuturi, atât alcoolice, cât și nealcoolice, care conține în general fructe sau suc de fructe. Băutura a fost introdusă din India în Marea Britanie la începutul secolului al XVII-lea și de aici s-a răspândit în alte țări. Punciul este servit de obicei la petreceri în boluri largi cunoscute sub numele de boluri de punci.

## Istoric
Cuvântul punci este un împrumut lingvistic din sanscritul पञ्च (pañc), care înseamnă „cinci”, deoarece băutura a fost făcută inițial cu cinci ingrediente: alcool, zahăr, lămâie, apă, ceai sau condimente.
Băutura a fost adusă în Anglia din India la începutul secolului al XVII-lea de către marinari și angajați ai Companiei Britanice a Indiilor de Est. A fost răspândită de acolo în alte țări europene. Atunci când este servită într-un mediu eterogen, băutura are un conținut mai mic de alcool decât un cocktail tipic.
Termenul punch a fost menționat pentru prima dată în documentele britanice din 1632. În acea vreme, cele mai multe punciuri erau de tip wassail, având la bază vin sau coniac. În jurul anului 1655 a început să fie folosit romul jamaican în producerea punciului. În 1671 apar documente care conțin referiri la case pentru consumul de punci.
Astăzi, producătorii de băuturi răcoritoare distribuie mai multe tipuri de „punciuri din fructe”. Acestea sunt de obicei băuturi de culoare roșie. În ciuda numelui, cele mai multe băuturi conțin doar o mică parte din suc de fructe, având ca principale elemente componente zahărul sau siropul de porumb, acidul citric și aromele artificiale.

## Varietăți

### Non-alcoolice
Varietățile nealcoolice care sunt servite în special copiilor, precum și adulților care nu beau alcool conțin de obicei un amestec de sucuri de fructe, apă, și un îndulcitor de felul zahărului.

### Punciul pe bază de burbon
O băutură strâns asociată cu statul Kentucky și cu alte state sudice, punciul pe bază de burbon dulce este realizat cu ceai dulce (o băutură sudistă tipică), arome de citrice și whisky burbon. Burbonul este numit după Comitatul Bourbon din Kentucky și în fiecare an, cu ocazia Kentucky Derby, se consumă punci pe bază de burbon.

### Cup
Un alt tip de punci servit în mod tradițional înainte de începerea unei partide de vânătoare în Anglia, dar acum servit la o varietate de evenimente sociale, cum ar fi petreceri în aer liber, meciuri de cricket și tenis și picnicuri, este cup care are în general un conținut mai mic de alcool decât alte punciuri și folosește, de obicei, ca bază vinul, cidrul, ginul sau lichiorurile. El conține adesea sucuri de fructe sau băuturi răcoritoare. Un cup bine cunoscut este Pimm's Cup, alcătuit din Pimm's №1 și limonadă în stil britanic la un raport de 1:2; zeamă de lămâie; apoi se adaugă felii de portocale, lămâi și mere; două felii de castravete; și se decorează cu flori de limba mielului.

### Punciuri pe bază de rom
Există mai multe punciuri pe bază de rom: Planter's Punch, Fish House Punch, Bajan Rum Punch, Caribbean Rum Punch și altele. Cel mai vechi punci pe bază de rom este Bajan Rum Punch.
Rețeta Planter's Punch variază, conținând o combinație de rom, suc de lămâie, suc de ananas, suc de lămâie verde, suc de portocale, grenadine, sifon, curaçao, bitter și piper cayenne.

#### Țările din Caraibe, Pacific și Oceanul Indian
Punciul este un aperitiv.

#### Chile
Punciul este un amestec de vin alb și diferite tipuri de fructe precum cuburile de piersici conservate.

#### Germania
Punciul (Punsch în limba germană) se referă la un amestec de mai multe sucuri de fructe și condimente, peste care se adaugă de multe ori vin sau lichior. Punciul este popular în Germania și în rândul germanilor care au emigrat în America. El include adesea Feuerzangenbowle („Punci aprins”). Acesta este un punci făcut din vin roșu și rom în flăcări, turnat peste o Zuckerhut (căpățână de zahăr), un cub de zahăr conic plasat în „Feuerzange”.

#### Coreea
Hwachae, Sujeonggwa este un punci tradițional din curmale uscate, scorțișoară și ghimbir.

#### Suedia
Punciul este numit bål în suedeză și este servit de obicei într-un castron mai ales la serbări de nuntă sau de absolvire a unei școli. El nu trebuie să fie confundat cu tipul suedez de lichior numit punsch.

### Mărci comerciale
Mai mulți fabricanți de băuturi produc punciuri ca amestecuri nealcoolice sau ca băuturi răcoritoare. Punciul hawaiian și Hi-C sunt două dintre cele mai cunoscute sortimente din SUA. Alte băuturi sunt amestecul sub formă de pudră Kool-Aid și Tiki Punch, o băutură răcoritoare carbogazoasă din Shasta.

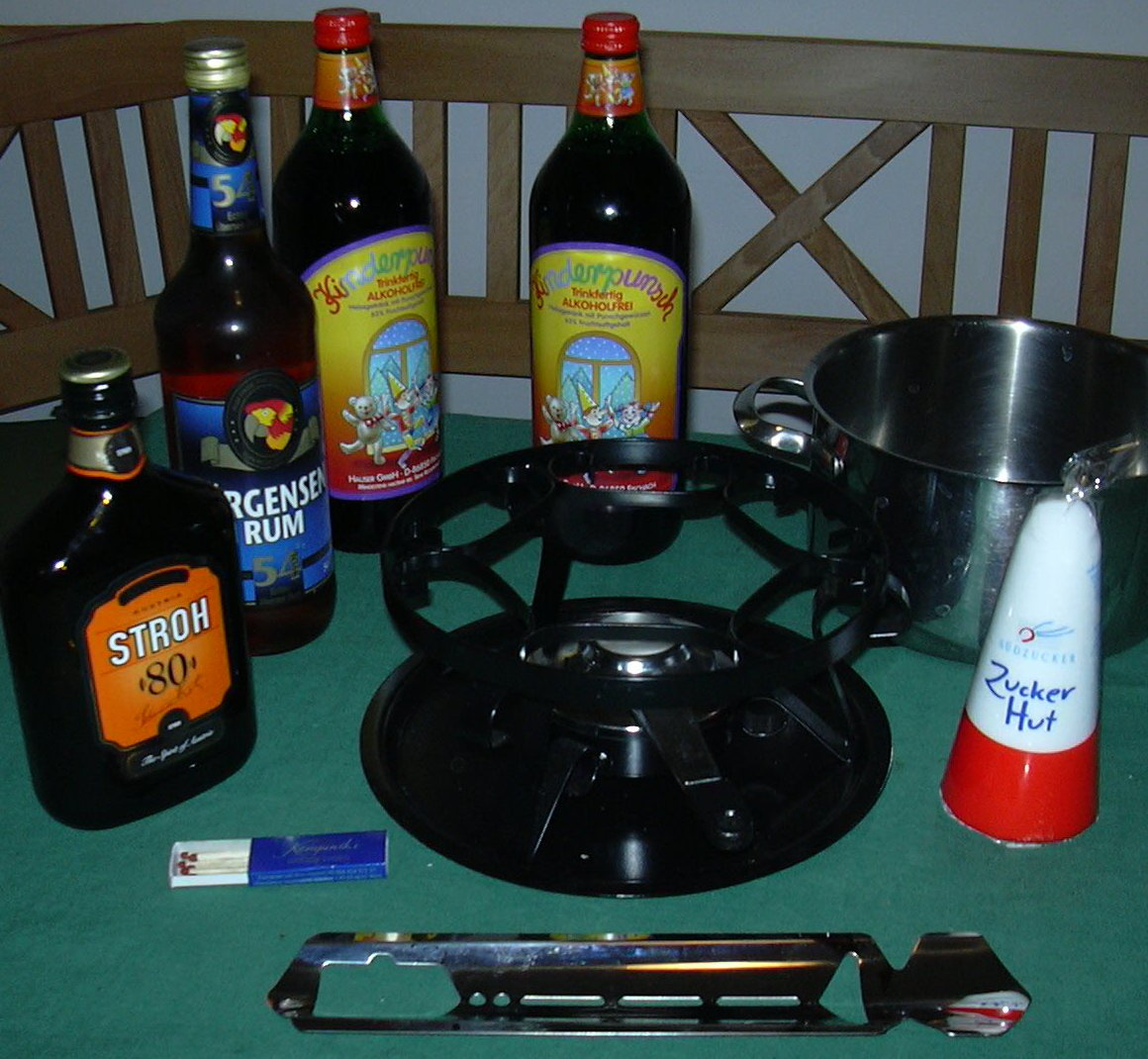
Ingrediente pentru Feuerzangenbowle
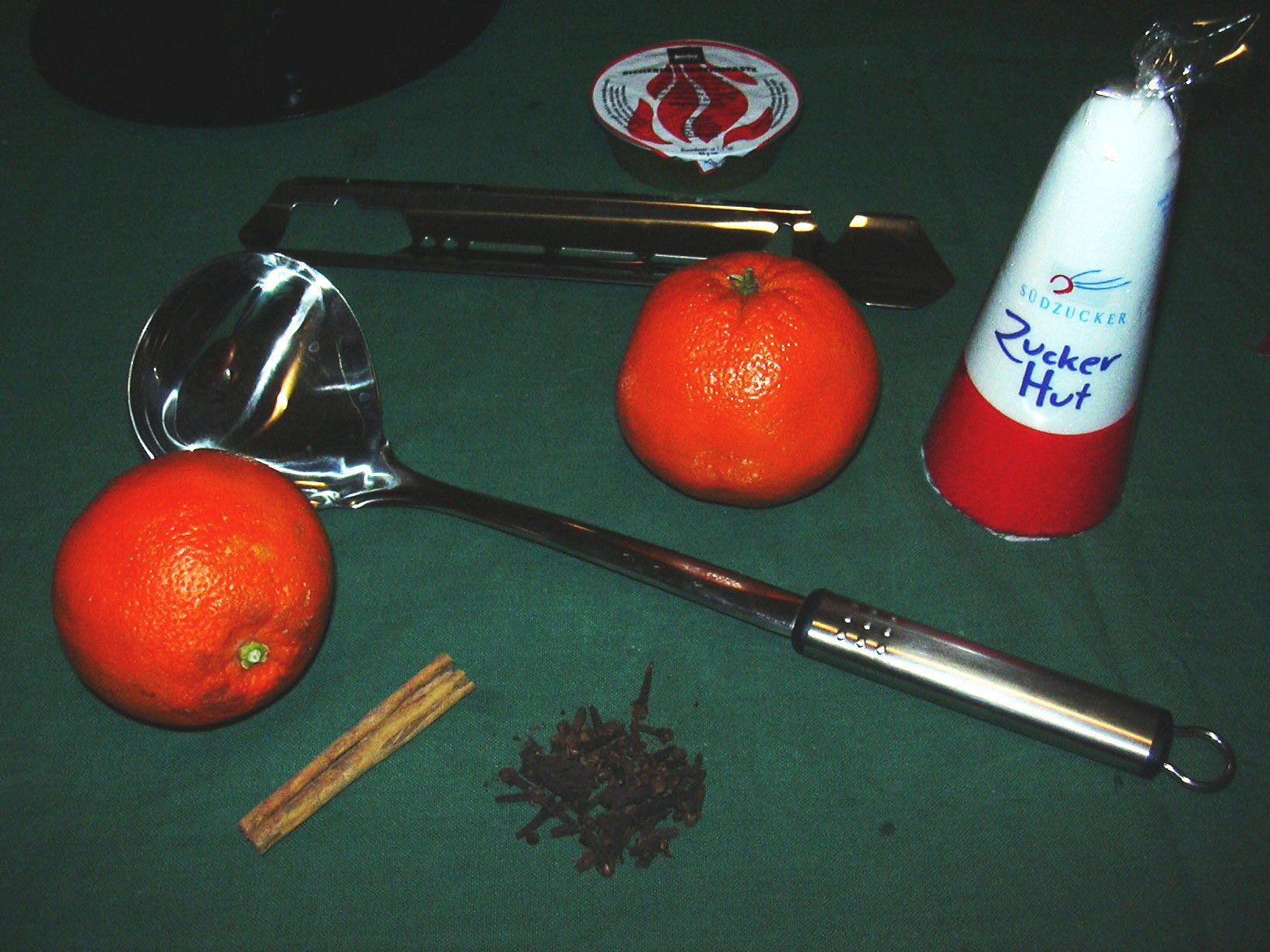
Ingrediente
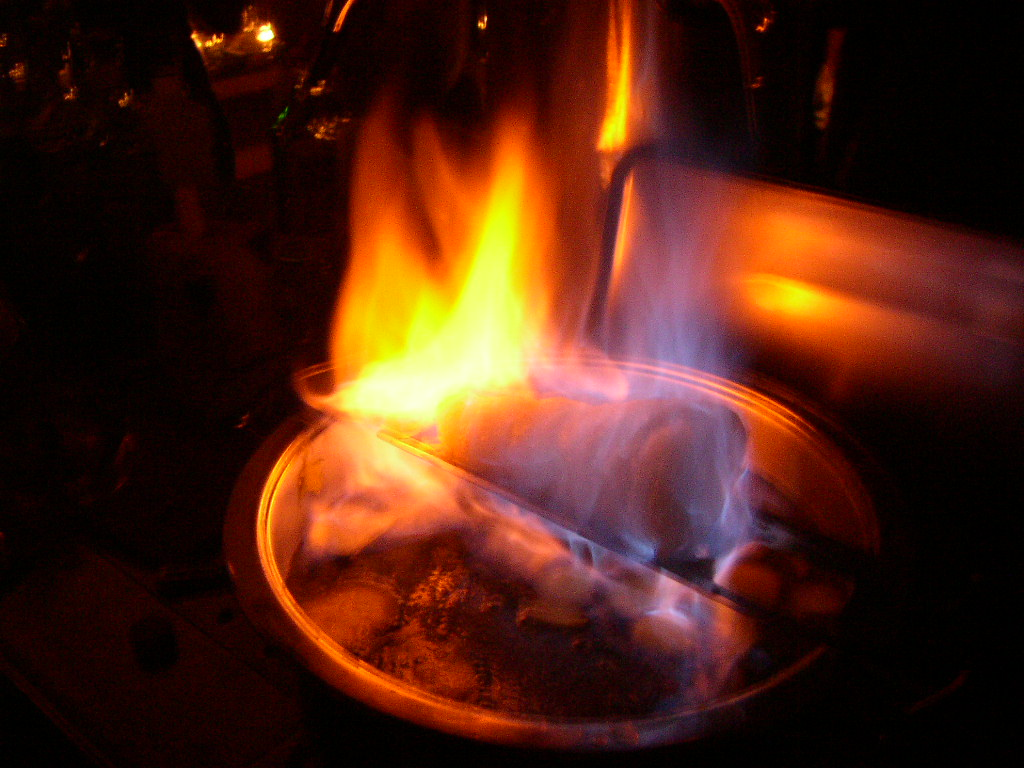
Feuerzangenbowle în flăcări
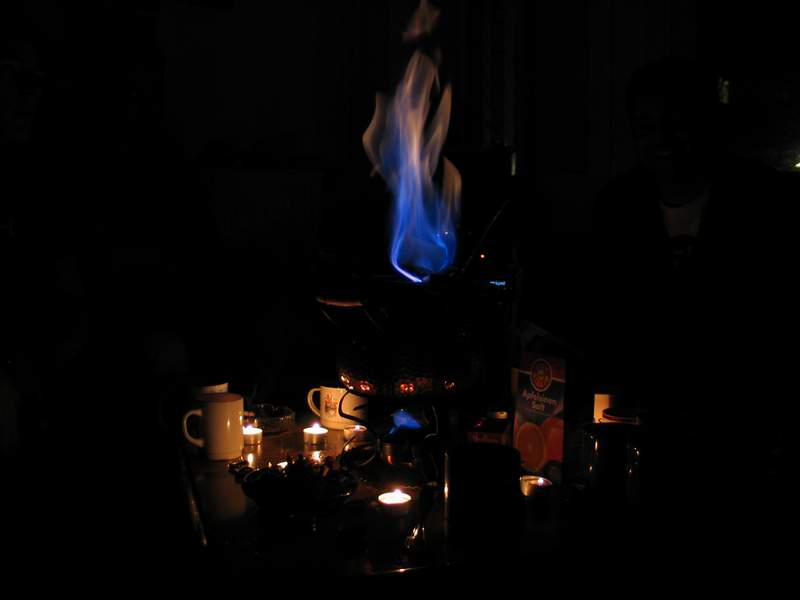
Feuerzangenbowle turnat peste o căpățână de zahăr